# 島津綱貴
島津綱貴（日语：／ Shimazu Tsunataka，1650年11月17日—1704年10月14日）日本江戶時代大名、薩摩藩第三代藩主。
1650年生，為島津光久嫡長孫、島津綱久嫡長子。初名延久。1667年，接受德川家綱的偏諱和松平氏名字，改名綱貴，稱「松平修理大夫綱貴」。1673年，父綱久早逝，被祖父光久指定為繼承人。1687年祖父隱居後繼承家督之位。
綱貴在任期間，薩摩藩相繼發生大洪水、大火災，水火既濟。此外，綱貴奉幕府之命建造寬永寺本堂、開採金銀。
1704年，綱貴因參勤交代前往江戶，同年在自己位於芝的江戶藩邸中逝世。
| 島津綱貴        |                                  |                 |
| 前任： 島津光久 | 島津氏第二十代當主 1687年—1704年 | 繼任： 島津吉貴 |
| 前任： 島津光久 | 薩摩藩第三代藩主 1687年—1704年   | 繼任： 島津吉貴 |